# Can Palaudàries
Can Palaudàries és una masia del nucli homònim de Lliçà d'Amunt (Vallès Oriental), catalogada com bé cultural d'interès local.

## Història
El 904 apareix documentada la villa Palzdarias a l'indret de l'actual església de Sant Esteve de Palaudàries, i posteriorment com a palatio aries o palatio daries. El 1145, es documenta el llinatge Palaudàries en el testament de Bernat Guillem, i el 1526, Antoni Palaudàries tenia el mas sota domini directe de l'església parroquial, En el fogatge de 1553 apareix esmentat Benet Palaudàries com a batlle de la baronia de Montbui.
Entre 1625 i 1631, Antoni Joan Palaudàries va tenir diversos càrrecs; entre 1630 i 1648, Miquel Palaudàries Tries, pubill, va ser prohom, jurat i batlle; i entre 1642 i 1651, Pere Palaudàries i Pibernat també va exercir diversos càrrecs. El 1609, Maria Àngela Palaudàries es va casar amb Pere Pau Plantada i Umbert, hereu de Can Plantada de l'Ametlla del Vallès.. Al segle xviii, alguns membres de la nissaga van estudiar dret i van exercir de notaris a Sant Feliu de Codines i a Caldes de Montbui, on el 1750 Joan Palaudàries tenia 30 quarteres de terra al sud del terme.
En aquesta època, Eulàlia Palaudàries es va casar amb Josep Plantada, i tingueren una filla, Josepa Palaudàries i Plantada, que el 1774 va contraure matrimoni amb Jaume Fatjó dels Xiprers, de Cerdanyola del Vallès. Aleshores, la família traslladà la seva residència al mas de Cerdanyola i Can Palaudàries es va convertir en masoveria.
Les façanes i la teulada van ser restaurades a mitjans de la dècada del 2000.

## Descripció
Masia de planta rectangular composta de diversos edificis al voltant d'un gran pati tancat. Està formada per tres crugies paral·leles, i una altra afegida a la banda esquerra, coberta a dos vessants i carener perpendicular a la façana. La façana és de paredat i totxo, parcialment arrebossada, acabada amb ràfec imbricat. A la façana hi ha un poral adovellat de mig punt i al seu damunt una finestra coronel·la. Hi ha tres finestres de pedra, esculpides amb un regust gòtic, d'arc conopial i el·líptic.